# علی‌اکبر درخشانی
علی‌اکبر درخشانی (زاده ۹ اسفند ۱۲۷۴ - درگذشته ۷ فروردین ۱۳۵۷) از افسران پایه‌گذار ارتش جدید ایران بود که از زمان احمدشاه قاجار خدمت نظام خود را شروع کرد.

## زندگی‌نامه
علی اکبر در ۹ اسفند ۱۲۷۴ در تهران زاده شد. خانواده وی آذربایجانی و شیعه مذهب بودند. پدرش علی نقی خان کنگرلو (فرزند خان محمدخان) از اولین افسران ایرانی بریگاد قزاق بود که در سال ۱۲۴۲ شمسی در قریه خانقاه سرخ در حوالی ارومیه متولد شد و در سال ۱۲۸۲ شمسی در تهران درگذشت و در امامزاده معصوم به خاک سپرده شد. جدّ وی رضا قلیخان در سال ۱۲۰۶ در پی عهدنامه ترکمانچای میان دولت‌های ایران و روسیه همراه تعداد زیادی از اهالی و سرخیلان ایلات حاضر به قبول تابعیت روسیه نشده و از منطقه نخجوان به جنوب رود ارس کوچ نمودند. وی تحصیلات ابتدائی را در مکتب‌خانه و در دبستان همّت و متوسطه را در مدرسه نظامی بریگاد قزاق در تهران طی کرد و سپس در سن ۱۸ سالگی وارد آموزشگاه افسری ژاندارمری شد و تا درجه نایب (ستوان) یکمی ارتقا یافت. او در دوران خدمت در ژاندارمری در معیت فوج ششم مأمور قلع و قمع اشرار لرستان شد و پس از جنگ‌های بسیار شدید و تأمین انتظامات منطقه به همراه فوج ششم به اصفهان مأمور و سپس با این فوج در سلطان آباد به کمیته دفاع ملی ملحق شد و در جنگ‌های گردنه بید سرخ بین نیروهای ایران و قوای روسیه تزاری شرکت کرد و به دریافت نشان‌های جنگی نایل گردید.

## بریگاد قزاق و قشون متحدالشکل: جنگ‌های گیلان
او در ۱۲۹۷ از ژاندارمری کناره‌گیری کرد و با درجهٔ نایب سومی وارد قزاقخانه شد و در آتریاد (Atriyad) قزاق در رشت به خدمت اشتغال ورزید. وی در جنگ‌های با میرزا کوچک خان از خود رشادت زیادی ابراز نمود به‌طوری‌که ظرف پنج سال به درجه نایب سرهنگی رسید و فرمانده آتریاد گیلان شد. پس از تشکیل قشون متحدالشکل در سال ۱۳۰۱ در سن بیست و شش سالگی ریاست قسمت مستقل گیلان، که از بزرگ‌ترین قسمت‌های قشون ایران بود، به او سپرده شد. در این سال‌ها او در جنگ‌های شدید بین نظامیان ایران با نیروهای بلشویک روسی، که به گیلان تجاوز نموده و نواحی مختلف از جمله شهرهای رشت و بندر انزلی و آستارا را تصرف نموده بودند، مستقیماً شرکت داشت. پس از آن رئیس نظامیان مازندران گردید. خاطرات روزانه وی از جنگ‌های گیلان با ضبط جزئیات این جنگ‌ها منبع بسیار مفیدی برای تاریخ نویسان است. در این یادداشت‌ها سرتیپ درخشانی صریحاً نوشته که مردم گیلان از میزا کوچک خان در برابر نیروهای دولتی کاملاً حمایت کرده ولی همان مردم در جنگ با بلشویک‌ها صمیمانه از سربازان دولت ایران طرفداری می‌نمودند.

## ارومیه: فرماندهی فوج سپهبان و قوای ولایات ثلاثه
پس از آن در ۲۸ میزان (مهر) ۱۳۰۲ به فرماندهی فوج جدیدالتأسیس سپهبان در مسقط الراس پدری خود یعنی ارومیه منصوب شد.
فوج سپهبان وظیفه حفظ مناطق سرحدی شمالغرب کشور را به عهده داشت. پس از مدت کوتاهی فرماندهی قوای ولایات ثلاثه (ارومیه، خوی، سلماس) که شامل فوج سوار لایموت هم بود به وی واگذار گردید.
این آغاز مأموریت‌های چندین ساله وی در مناطق غرب ایران بود.
اهالی ارومیه و نواحی اطراف آن از اشغال نیروهای خارجی و زد و خوردهای طولانی عشایری و فرقه‌ای بسیار خونین همراه با قتل و غارت و ناامنی فراوان صدمات بسیار خورده و شهر و دهات اطراف به نیمه ویرانه هائی تبدیل شده بودند.
دو گروهان پیاده و گروهان مسلسل فوج سپهبان در خانه‌ای مخروبه ساخلو بودند که حتی دستشویی نداشته و در نتیجه سربازان در گوشه و کنار کوچه‌های اطراف رفع حاجت می‌نمودند.
وی در رفع نقایص ساخلوهای مختلف کوشید و هم‌زمان با آن، چون سایر ادرات دولتی هنوز کاملاً برقرار نشده بودند، به بهبود وضع اهالی توجه کرد و فعالیت زیادی نمود.
اوضاع اهالی در طی چند ماه بهتر شد. اما وضعیت مسکن سربازان هنوز فلاکت بار بود و حقوق و جیره و لباس آن‌ها هم به‌طور نامنظم و با تأخیر به آن‌ها می‌رسید. دولت هم بودجه‌ای برای تأسیس سربازخانه نداشت.
تنها خرابه سربازخانه روس‌ها باقی‌مانده بود که مصالح آن را هم مردم برای ترمیم خانه‌های مخروبه خود برده بودند. درخشانی با تشکیل کمیسیون‌های همیاری محلی و کمک‌ها و اعانه اهالی و با تشویق آیت‌الله عرب باغی مرجع تقلید آذربایجان غربی، که بیل اول بازسازی را بر زمین زد، بر روی پی‌های باقی‌مانده این خرابه سربازخانه‌ای جدید بنا نهاد.
سپس بدون بودجه دولتی یا کمک از مرکز و فقط با کوشش وکمک اهالی نخست یک خیابان سی متری و سپس تعدادی میدان و خیابان‌های دیگر ایجاد نمود. تأسیس خط تلفنی بین ارومیه و سلماس و خوی، با استفاده از سیم‌های بازمانده از ارتش روس، و آوردن تعدادی بنا و نجار از تبریز برای تسریع در بازسازی شهر از اقدامات دیگر او در راه آبادانی ارومیه بودند.

## اردوکشی به غرب
وی در ۱۴ عقرب (آبان) ۱۳۰۳هنگامی که اردوی چهار هزار نفری جنگی عازم خلع سلاح عشایر و ایجاد نظم و امنیت در غرب کشور شد به فرماندهی قوای مقدمه الجیش اردو، مرکب از فوج سپهبان و قوای عشایری، منصوب شد. خدمت او و فوج سپهبان در این اردوکشی طاقت فرسا بیست ماه و بیست و دو روز به طول انجامید. وی بعد از مدت کوتاهی فرماندهی ستون اول اردو و جانشینی فرمانده اردو، سرتیپ ابوالحسن پورزند، را بر عهده گرفت. امیر لشکر غرب در این موقع احمد آقا امیر احمدی بود. از همان آغاز میان پورزند و درخشانی اختلافات شدیدی در مورد نحوه اداره قشون پیش آمد. حرکت اردو از کرمانشاه شروع شد و نخستین هدف آن این بود که والی پشتکوه، غلامرضا خان ابوقداره، را که هیچگاه تابع دولت مرکزی نبود به اطاعت دولت ایران درآورد. اردو در این کار و نیز در خلع سلاح عشایر مختلف در پشتکوه، کبیرکوه و سایر مناطق لرستان و نیز مناطق کردنشین از جمله اطراف کرمانشاه موفق شد و بیش از پنج هزار قبضه تفنگ را از طوایف گوناگون منطقه جمع‌آوری کرد که قدم بسیار بزرگی در ایجاد امنیت در غرب کشور بود.
این اردوکشی و راهپیمائی بیست‌ماهه با انواع مشقات و گرسنگی و تشنگی برای صاحب منصبان و افراد همراه بود. آن‌ها گاهی تنها با خوردن دانه‌های خشک ذرت سد جوع می‌نمودند. تعدادی از افراد از گرسنگی و تشنگی از بین رفتند. کمبود علیق و هوای بسیار بد تابستانی و زمستانی و راهپیمائی‌های سخت و طولانی باعث از بین رفتن تمامی هزار نفر شتر اردو شد. دویست رأس اسب و قاطر اردو در مدت کوتاهی در منطقه گرمسیری منصورآباد تلف شدند. ولی صاحب منصبان و افراد اردو با همّت و فداکاری بسیار به وظایف خود عمل نمودند و در رسیدن به اهداف اردو موفق گردیدند. در این مدت بیست ماه درخشانی تنها یک مرخصی پنج روزه داشت و با کسب اجازه از رضا شاه به زیارت عتبات عالیات رفت. او بدون تذکره و با لباس غیرنظامی، با راهنمایی محلی رئیس مالیه قصر شیرین، از مرز عبور نمود و به صحن مطهر حضرت سیدالشهدا و حضرت عباس مشرف شد. وی در سال ۱۳۰۴ در سن بیست و نه سالگی درجه سرهنگ تمامی گرفت.
فوج سپهبان در مرداد ۱۳۰۵ با استقبال گرم اهالی به ارومیه (که اخیراً به رضائیه تغییر نام داده بود) بازگشت. مأموریت درخشانی در رضائیه چهار سال دیگر بطول انجامید. در این مدت علاوه بر انجام وظایف اصلی خود در حفظ انتظامات منطقه به تکمیل کارهای عمرانی که قبلاً شروع کرده بود پرداخت. از جمله جمعیت شیر و خورشید سرخ رضائیه را پس از تهیه مقدمات و روشن نمودن اذهان اهالی، با سرمایه اولیه چهار ریال که از سوی آیت‌الله مجتهد عرب باغی پرداخت شد، تشکیل داد که در مدت کوتاهی دارای مریضخانه و پست‌های سحّی و نیز حمام‌هایی در شهر و چند قریه اطراف شد. این اولین مریضخانه ایرانی در منطقه بود. تا قبل از آن تنها مریضخانه متعلق به میسیون مذهبی آمریکایی‌ها بود، که وظیفه اصلی خود را در تبلیغات دینی می‌دیدند. تأسیس مریضخانه ایرانی تأثیر بسیار خوبی روی مردم داشت و باعث شد آن‌ها اعانات خود را به جمعیت مذکور چندین برابر کنند. پس از کشته شدن فرمانده تیپ منطقه درخشانی با حفظ سمت کفالت فرماندهی تیپ را هم بر عهده گرفت.

## لرستان و ایلام
در روز سی خرداد ۱۳۰۹، در ملاقاتی در کاخ سعدآباد، رضاشاه ضمن اظهار تعجب که چرا پس از ده دوازده سال زد و خورد کار اشرار لرستان هنوز پایان نیافته‌است به درخشانی اظهار داشت که ادامه فعالیت اشرار به‌خصوص در شکاف‌های منطقه کبیرکوه و تهدید و بستن راه خرم‌آباد به دزفول مایه آبروریزی و خرج تراشی بوده و باعث جدا ماندن خوزستان از بقیه کشور می‌شود. شاه به درخشانی اطلاع داد که شخصاً وی را برای خاتمه دادن به این موضوع انتخاب کرده و به وی مأموریت داد که هر چه زودتر به نا آرامی‌های لرستان خاتمه داده و در کارهای مهم مربوطه مستقیماً از شاه کسب دستور نماید. روز بعد طی حکمی از ستاد ارتش درخشانی به جای سرتیپ محمد علی بهزادی به فرمانداری نظامی کبیرکوه و آبدانان منصوب شد. وی در این سمت تحت امر حاکم پشتکوه، که همان سرتیپ ابوالحسن پورزند بود، قرار گرفت. اما ادامه اختلافات شدید این دو افسر، که از اردوکشی غرب شروع شده بود، باعث شد که پس از مدت کوتاهی، در دوم مرداد همان سال، به دستور رضاشاه سرتیپ پورزند از حکومت برکنار شده و درخشانی با حفظ سمت قبلی حکومت پشتکوه را هم برعهده بگیرد. به این ترتیب درخشانی که هنوز در آن موقع درجه سرهنگی داشت عهده‌دار مسئولیتی شد که قبلاً بر عهده دو سرتیپ بود.
درخشانی موفق شد به کار اشرار لرستان برای همیشه خاتمه داده و آن تعداد از طوایف پشتکوه را که مطیع دولت نبودند به اطاعت دولت ایران درآورد. وی سپس خلع سلاح عمومی، اسکان عشایر، استقرار انتظامات کامل، تأسیس دوایر دولتی و اجرای قانون نظام وظیفه عمومی و اجرای سایر قوانین کشور در این منطقه مهم مرزی را با موفقیت به اجرا گذاشت و با کسب موافقت دفتر مخصوص رضاشاه اجرای کارهای اتصال منطقه به سایر نقاط کشور با ایجاد نخستین راه شوسه منطقه و نخستین تونل راه شوسه کشور توسط وزارت راه عملی شد. درخشانی حسین‌آباد مرکز والی‌های سابق پشتکوه را با گرفتن بیست و یک هزار تومان وام از وزارت دارایی به صورت شهری درآورد. به پیشنهاد حضوری وی و موافقت رضا شاه حسین‌آباد به نام ایلام و منصورآباد به نام مهران نامگذاری شدند. با فعالیت زیاد و کشاندن وزیر فرهنگ به منطقه اولین مدارس آنجا، یعنی سه دبستان سه کلاسه در ایلام و دو دبستان در نقاط دیگر، افتتاح شدند. با بهبود اوضاع و امنیت منطقه خانواده‌های مهاجر پشتکوهی که تعداد آن‌ها زیاد هم بود پس از سالیان دراز که ترک وطن کرده و به خاک عراق رفته بودند به ایران بازگشتند و دهات شرقی خاک عراق تا حد قابل توجهی از سکنه خالی شدند. این امر باعث تنش‌های سیاسی بین دو کشور همسایه شد. سرانجام درخشانی از کار برکنار و همان سرتیپ پورزند به جای وی منصوب گردید و سعی شد که برای درخشانی پرونده‌سازی شود که نهایتاً بجایی نرسید. مأموریت وی در منطقه ایلام شش سال و سه ماه بطول انجامید.

## املاک اختصاصی سلطنتی
در ۱۳۱۹ به ریاست بازرسی املاک اختصاصی رسید. مدت کوتاهی بعد به علت مخالفت کتبی با افراط کاری‌های املاک سلطنتی (از جمله اعتراض به بیگاری) و ابراز حضوری این مخالفت به رضا شاه پس از فقط دو ماه از ریاست بازرسی املاک سلطنتی برکنار گردید. حسین شکوه رئیس دفتر مخصوص رضا شاه در نامه شماره ۲۹۳۸ مورخ ۲۷ بهمن ۱۳۱۹ با لحنی تهدیدآمیز به درخشانی می‌نویسد: «بر حسب فرمان مطاع اعلیحضرت همایون شاهنشاهی ابلاغ می‌نماید اینکه اظهار می‌دارید بیگاری مایه زیان هنگفتی برای املاک شاهنشاهی است لازم است توضیح دهید کارهایی را که در املاک به‌طور بیگاری انجام می‌دهند از چه قبیل است و نظرتان از بیگاری مضر چیست که مراتب بعرض پیشگاه مبارک برسد».
در همان روز نامه دیگری از دربار به درخشانی می‌رسد مبنی بر اینکه از ریاست کل بازرسی املاک شاه به شغل کوچکتر بازرسی املاک گرگان و علی‌آباد و گنبد کاووس و نیز فرمانداری گرگان تنزل مقام یافته‌است. در این شغل هم بیش از یکماه و نیم دوام نمی‌آورد زیرا در جواب تلگراف دفتر مخصوص رضا شاه مبنی بر ارسال گندم گرگان به تهران (در موقعی که کمبود گندم مشکل بزرگی برای تمام کشور شده بود) درخشانی پاسخ می‌دهد که نان روزانه مردم گرگان به سختی تأمین می‌شود و گندمی نیست که به تهران فرستاده شود. بلافاصله با تلگراف وزیر کشور از مقام خود برکنار و از بازرسی املاک شاه هم کنار گذاشته می‌شود. در نتیجه این دو اقدام تهورآمیز درخشانی، برای بقیه دوران رضا شاه کاری به وی ارجاع نمی‌شود و از سوی ارتش هم منتظر خدمت می‌گردد.
یادداشت‌های علی اکبر درخشانی از منابع بی‌نظیر تاریخی در مورد املاک اختصاصی رضا شاه می‌باشد و در روشنگری جزئیات عملکرد این املاک از ارزش زیادی برخوردار است.

## استانداری آذربایجان غربی
وی پس از شهریور ۱۳۲۰ و بیش از دو سال انتظار خدمت در خرداد ۱۳۲۲ به معاونت فرماندهی لشکر ۳ آذربایجان منصوب شد که این مأموریت چند ماهی بیشتر طول نکشید. هنگامی که آتش نا امنی بار دیگر رضائیه را فراگرفته و پاره‌ای طوایف کرد تحت حمایت ارتش شوروی مستقر در منطقه به بستن راه‌ها و غصب املاک مزروعی و گرفتن حق‌الحفاظه و دزدانه و باج مشغول شده بودند، رئیس ستاد ارتش، سرلشکر رزم آرا، برای پایان دادن به وضعی که رزم آرا آن را افتضاح آور، زننده، و دارای معانی سیاسی خوانده بود و بقول وی آبرو برای کشور و ارتش در رضائیه و آذربایجان باختری باقی نمانده بود تصمیم گرفت درخشانی را برای این کار مهم انتخاب نماید و در ۲۵ تیرماه آن سال درخشانی به فرماندهی تیپ و ژاندارمری و هم‌زمان به سمت استاندار آذربایجان باختری منصوب شد. با کوشش وی محیط شهر رضائیه و دهات نزدیک آن به سرعت به روال عادی درآمد. اما دهات دور دست تحت تسلط رؤسای طوایف کرد باقی‌مانده بودند. از دلایل اصلی این وضع آن بود که مدتی بود که پست‌های ژاندارمی آن نواحی از ترس کردها جمع‌آوری و به شهر آورده شده بودند و ساکنان دهات هم مال و اموال خود را رها کرده و برای تأمین جانی خود همراه ژاندارم‌ها به شهر آمده بودند و پس از آن هم هیچ‌یک از مأمورین دولت قدم به آن مناطق نگذاشته بودند. در نتیجه یکصد و بیست پارچه دهات مناطق جنوبی استان در زیر تسلط کردها باقی‌مانده بودند. درخشانی در مرداد ماه همان سال تمام پست‌های ژاندارمی را با تجهیزات کامل آماده نموده و با کامیون در حالی که خود نیز آن‌ها را همراهی می‌کرد حرکت داده و در امتداد راه رضائیه – مهاباد در محل‌های سابق خودشان مستقر نمود و سپس به سرکشی شهر مهاباد و دهات اطراف آن پرداخت. به تدریج با نمایش قدرت نظامی دولت و با اقدامات سیاسی و دلجویی از رؤسای طوایف وطنخواه انتظامات منطقه برقرار شد و اوضاع وخیم و خطرناک آنجا تبدیل به حالت عادی گردید. وی سپس در اوائل شهریور توجه خود را به مناطق خوی و ماکو، که غارت روستاهای آنجا هنوز ادامه داشت و پسران اسماعیل آقا سیمیتقو در آنجا فعال بودند و تعدادی ژاندارم هم کشته و زخمی شده بودند، معطوف کرد. درخشانی به آن منطقه رفت و پس از بررسی وضعیت و اعزام نیرو از رضائیه حاکمیت دولت در آنجا تثبیت گردید. در مهر ماه بدستور ستاد ارتش برای دادن گزارش حضوری به محمد رضا شاه به کاخ مرمر رفته و در آنجا شاه مراتب قدردانی خود را به وی ابراز نمود. در سوم آبان شاه به دست خود به درخشانی نشان نظامی داد و کمتر از یک هفته بعد وی را، که هنوز درجه سرهنگی داشت، به فرماندهی لشکر آذربایجان منصوب کرد.

## فرماندهی لشکر ۳ آذربایجان و دولت پیشه‌وری
درخشانی برای تحویل گرفتن لشکر از فرمانده قبلی به تبریز رفت اما تا آن موقع قشون شوروی مقیم آذربایجان سرتیپ خسروانی فرمانده لشکر را به عنف از تبریز خارج کرده بود. به محض ورود درخشانی از سوی ژنرال گلینسکی فرمانده سپاه شوروی، که آذربایجان را در اشغال داشت، انواع سختگیری‌ها و خشونت لفظی و توهین به درخشانی و ارتش و مقامات ایران شروع شد که نمونه‌های آن‌ها در خاطرات درخشانی بسیار خواندنی است. با اینحال بر خلاف فرماندهان سابق لشکر، که قدم از شهر تبریز بیرون نمی‌گذاشتند، وی چندین بار برای بررسی اوضاع به شهرهای مختلف و قسمت‌های لشکر در سراب، اردبیل، مشکین شهر، مراغه، میاندوآب، رضائیه و سایر شهرهای آذربایجان رفت که باعث عصبانیت شدید ژنرال شوروی شد. حزب توده هم دائماً در روزنامه خاور نو ارگان کمیته ایالتی حزب در آذربایجان هتاکی‌های شدیدی نسبت به وی انجام می‌داد. فعالیت درخشانی مورد توجه کامل مرکز قرار گرفت و در اواخر سال ۱۳۲۳ به وی نشان لیاقت درجه یکم از نوع یکم اعطا گردید و از اول فروردین ۱۳۲۴ به رتبه سرتیپی نائل شد.
فرماندهی لشکر آذربایجان مصادف بود با اشغال نظامی آذربایجان توسط سی هزار سرباز ارتش شوروی و اعلام حکومت ملی آذربایجان از سوی پیشه‌وری. تعداد نفرات ارتش ایران در آذربایجان جمعاً شش هزار و پانصد و هفتاد و یک نفر بود که از این تعداد دو هزار و هشتصد و نود نفر افراد و افسران پادگان تبریز بودند. کل تعداد خودروهای لشکر آذربایجان فقط بیست و هفت عدد بود که میان چهار پادگان لشکر تقسیم شده بودند.
به دنبال تشکیل کنگره خلق آذربایجان توسط فرقه دمکرات، میر جعفر باقراف دبیر اول حزب کمونیست شوروی و ژنرال ماسلنیکف فرمانده کل نیروهای شوروی در منطقه در تلگرافی از باکو به استالین و سه رهبر اصلی دیگر شوروی (بریا، مولوتف، مالنکف) با چند بار ذکر نام سرتیپ درخشانی از اقدامات او در مقابله با تحرکات فرقه دمکرات اظهار ناراحتی کرده و اعلام نمودند که این اقدامات سرتیپ درخشانی «می‌تواند پیچیدگی‌های جدی در اوضاع به‌وجود آورد و در کاری که در حال انجام است اختلال ایجاد نماید».
در آذرماه ۱۳۲۴ نیروهای شوروی مستقیماً پادگان تبریز را محاصره نموده و مطابق گزارش تی کایلر یانگ ایرانشناس آمریکایی که در تبریز شاهد عینی ماجرا بود از خروج حتی یک کامیون لشکر یه خارج از پادگان و فرستادن حتی یک سرباز یا ژاندارم به خارج از تبریز جلوگیری می‌کردند.
ستاد ارتش به ریاست سرلشکر ارفع به فرمانده لشکر تبریز دستورهای ضد و نقیض و بعضاً غیرقابل اجرا صادر می‌کرد.
درحالیکه لشکر بدون مصادره مال‌های چارپاداران بازرگانی فاقد قابلیت تحرک بوده و در آن زمان و در محاصره ارتش شوروی این امر به کلی غیرممکن بوده‌است از ستاد ارتش دستور می‌رسد که لشکر با تمام افراد و تجهیزات از سرباز خانه بیرون آمده و از دامنه شمالی کوه سهند (که در آن زمان پوشیده از چند متر برف بود) رهسپار تهران گردد.
ستاد ارتش به لشکر امر کرد: تا آخرین قطره خون ایستادگی کنید اما خون‌ریزی نشود زیرا با وجود ارتش سرخ در آن منطقه خطرناک خواهد بود.
در ۱۹ آذر ستاد ارتش تأکید می‌کند: «فرمانده لشکر بایستی کاملاً مراقبت شود بهانه بدست اشخاص داده نشود که باعث تعرض به ارتش و خون‌ریزی گردد زیرا در این موقع مصلحت نیست».
و در دستوری دیگر که در عصر ۲۲ آذر صادر شد به فرمانده لشکر امر می‌کند که افراد و گروهبانان را مرخص، اسلحه لشکر را معدوم، و خود با افسران به طرف تهران حرکت کند.
حتی بازپرس ارتش در محاکمه سرتیپ درخشانی در قرار بازپرس می‌نویسد که ستاد ارتش «در یک حال تردید و بدون رعایت توازن عملیات نظامی در پادگان‌ها» دستورهای به پادگان تبریز را صادر می‌کرده‌است.
نهایتاً در ساعت هشت ونیم شب ۲۲ آذر آخرین دستور سرلشکر ارفع به فرمانده لشکر صادر شد. این دستور مبهم که تصمیم‌گیری نهایی را بر دوش افسران لشکر می‌گذارد بر خلاف دستورهای گذشته نه به رمز بلکه به کشف فرستاده می‌شود و عملاً شوروی‌ها و دمکرات‌ها را در جریان تصمیم ستاد ارتش ایران قرار می‌دهد.
دستورهای ضد و نقیض ستاد ارتش و به کشف فرستادن دستور نهایی با توجه به دسته‌بندی‌ها و فعل و انفعالات درون ارتش ایران در آن زمان در خور تحقیقات تاریخی بیشتری می‌باشد.
در ۲۲ آذر ۱۳۲۴ پس از اشغال تبریز و محاصره پادگان توسط ارتش شوروی و قوای حزب دموکرات آذربایجان و بنا بر ابلاغیه مبهم سرلشکر حسن ارفع رئیس وقت ستاد ارتش، لشکر تبریز اسلحه را بر زمین گذاشت.
آخرین دستور سرلشکر ارفع به فرمانده لشکر به این شرح است: «تلگراف کشف به وسیله بی‌سیم - تبریز فرمانده لشکر - مطابق اعلام نخست‌وزیر در جلسه چهارشنبه ۲۱/۹/۲۴ مجلس شورای ملی، دولت این قیام مسلحانه را که برخلاف قانون اساسی و علیه ملت ایران است به رسمیت نمی‌شناسد؛ بنابراین باید اصولاً مقاومت شود. شورایی از افسران خودتان تشکیل بدهید و متن بیانات آقای نخست‌وزیر را اظهار کنید. اگر مطابق تشخیص شورا مقاومت غیر مقدور است خود شما و افسران به تهران حرکت نمایید. ۵/۸ عصر ۲۲/۹/۲۴ - سرلشکر ارفع»
متعاقباً با تصویب شورای افسران، سرتیپ درخشانی لشکر را شبانه مرخص نموده و خود پس از افسران ارشد چند روز بعد به تهران مراجعت کرده و در بدو ورود بازداشت و تحت بازجوئی قرار گرفت و پرونده او به دادگاه نظامی احاله شد. جریان بازپرسی و محاکمه تا صدور حکم دادگاه تجدید نظر در ۲۰ اسفند ۱۳۲۶ یعنی بیش از دو سال از زمان بازداشت وی ادامه پیدا کرد.

## دادگاه و حکم محکومیت
ریاست دادگاه بدوی نخست به عهده سرلشکر ابوالحسن پورزند و پس از فوت او به سرلشکر محمود خسروپناه واگذار گردید و ریاست دادگاه تجدید نظر را سرلشکر ایرج مطبوعی بر عهده داشت. دادستان نظامی نخست سرتیپ امیر نظامی و پس از فوت او سرتیپ عبدالعلی اعتماد مقدم بودند اما در عمل این کار به عهده سرهنگ حسین آزموده واگذار شده بود.
انتصاب و در واقع دستچین نمودن این افراد کاملاً در خور تأمل است. سابقه خصومت و دشمنی سرلشکر پورزند و سرتیپ درخشانی به سال‌ها قبل و به‌خصوص به زمان جنگ‌های لرستان برمی‌گشت و از دشمنی‌های شناخته شده در میان افسران ارتش ایران بود. با آنکه رئیس دادگاه باید خود را بیطرف نشان بدهد، اما سرلشکر پورزند این دشمنی را پنهان نمی‌کرد. وی قبل از منصوب شدن به ریاست دادگاه در محافل مختلف و در جمع روزنامه نگاران به تبلیغ علیه سرتیپ درخشانی مشغول بود و وی را خائن به کشور می‌خواند و اضافه می‌کرد که وی قصد داشته مارشال تیتوی ایران شود. وی به این‌گونه سخنان بعد از انتصاب به ریاست دادگاه ادامه داده و به دفعات تکرار نموده بود که محمد رضا شاه نسبت به درخشانی بسیار عصبانی می‌باشد و مایل است که وی به مجازات برسد. همین مطالب را هم سرلشکر ارفع رئیس ستاد ارتش به اعضای دادگاه و دیگران گوشزد می‌کرد. در این بین سرلشکر پورزند فوت نمود و سرلشکر خسروپناه، رئیس ژاندارمری کشور، که از نزدیکان ارفع بود، به ریاست دادگاه منصوب شد.
انتخاب سرلشکر مطبوعی به ریاست دادگاه دوم هم بسیار جالب بود. سرلشکر مطبوعی، که همسن و همکلاس سرتیپ درخشانی در مدرسه نظام بود، همان کسی است که چند سال قبل از آن به هنگام قیام مسجد گوهرشاد فرمانده لشکر مشهد بود و قتل‌عام گوهرشاد به دستور او انجام گردید. وی به همین دلیل بعد از انقلاب اعدام گردید. مطبوعی در شهریور ۱۳۲۰ فرمانده لشکر آذربایجان بود و روز سوم شهریور که روس‌ها حمله کردند قبل از همه محل خدمت خود را ترک کرد و افسران و افراد را بدون تکلیف گذاشت. وی جزو افسرانی بود که قرار بود بخاطر قصور در برابر حمله خارجی محاکمه شوند و اکنون که پنج سال از آن وقایع می‌گذشت به ریاست دادگاه فرمانده همان لشکر منصوب شده بود!
از همه جالب تر سرهنگ حسین آزموده معاون دادستان دادگاه بود. چون دادستان دادگاه سرتیپ درخشانی مطابق مقررات می‌بایست لااقل سرتیپ باشد بنابراین سرتیپ اعتمادمقدم به این سمت منصوب شد. اما سرهنگ حسین آزموده که از افسران گمنام مخابرات ارتش و بدون تحصیلات حقوقی، اما مورد اعتماد ارفع و همفکران او، بود به سمت معاون دادستان انتخاب شد و پرونده با دستورهای لازم کاملاً در اختیار او قرار گرفت. سرهنگ آزموده با محاکمه سرتیپ درخشانی به شهرت رسید و مورد اعتماد کامل مقامات بالا قرار گرفت و در جریان محاکمه دکتر مصدق هم دادستان شد و در اعدام تعداد زیادی از افسران و غیرنظامیان بعد از ۲۸ مرداد فعالیت زیادی از خود نشان داد و به همین دلیل به سرعت به درجه سپهبدی رسید. اما در میان مردم به بدنامی بسیار از وی نامبرده می‌شد و القابی چون آیشمن و دراکولای ایران دربارهٔ وی به کار برده می‌شد. لقب آیشمن ایران از سوی دکتر الموتی وزیر دادگستری دکتر امینی به آزموده داده شد.
با همه این دستچین‌ها و دستورهای و کوشش‌های ارفع و دوستانش در ارتش و دربار و حامیانش به دلیل وجود مدارک مستدل در مورد دستورهای ستاد ارتش، سرتیپ درخشانی از اصلی‌ترین موارد اتهام به وی یعنی عدم مقاومت در برابر فرقه دمکرات و تسلیم مهمات و اسلحه ارتش به آن‌ها توسط هر دو دادگاه تبرئه گردید. حکم تبرئه از این اتهامات را دادگاه‌هایی صادر نمودند که به دلائل سیاسی مأمور به محکومیت وی بودند.
علاوه بر دستورهای ضد و نقیض سرلشکر ارفع رئیس ستاد ارتش (که از قضا ارفع هم بزودی از کار برکنار و در تاریخ ۲۱ فروردین بر ۱۳۲۵ در همان بازداشتگاه سرتیپ درخشانی زندانی گردید. اما بعد از ۲۸ مرداد ۱۳۳۲ به وزارت و سفارت رسید) سخنان نخست‌وزیر و وزیر جنگ در مجلس شورای ملی هم دست مخالفان سرتیپ درخشانی را در بیرون و داخل دادگاه تا حدودی بست.
متن سخنان ابراهیم حکیمی، نخست‌وزیر، در جلسه علنی مجلس به تاریخ چهارشنبه ۲۸ آذر ماه ۱۳۲۴ به قرار زیر است که در روزنامه رسمی کشور شماره ۲۴۸ صفحه ۸۶۷ درج گردیده‌است:
«دولت نظر به قلت قوای تأمینه در استانهای ۳ و ۴ و برای جلوگیری از وقایع سوء و ناامنی و تجری اشخاص نادان و مغرض و تأمین آسایش و آزادی مردم تصمیم نمود پادگانهای موجود در آن استانها را تقویت نماید و قوای امدادی از مرکز روانه دارد که فرمانده لشکر آنجا قادر به استقرار نظم و آرامش و امنیت در سراسر استانهای ۳ و ۴ بشود ولی به‌طوری‌که استحضار دارید قوای دوست و مجاور ما بر خلاف انتظار مانع این اقدام شده و قوای اعزامی از تهران در شریف‌آباد قزوین ماند تا اینکه اخیراً ناچار به بازگشت گردید. نیروی جزئی و غیرکافی آن استانها هم آزادی عمل نداشتند و در نتیجه مأمورین دولت و عده قلیل قوای تأمینه این استانها در مقابل متجاوزین و متجاسرین دست بسته و محصور شدند و هیچ اقدامی از طرف مأمورین دولت میسر نگردید زیرا نه آزادی عمل داشتند و نه امید تقویت از مرکز را. از طرف دیگر متجاسرین که اسلحه هم بدست آورده بودند و همه قسم تقویت می‌شدند و اشخاص مجهول الهویه هم در میان آن‌ها پیوسته زیاد می‌شد با وجود قلت عده و عدم موافقت مردم آذربایجان با آن‌ها توانستند همه آن‌ها را مرعوب کرده و به اجرای نقشه‌های خائنانه و ناروای خود آزادانه موفقیت حاصل و مجلس محلی تشکیل و وزیر معرفی نمایند. دولت مخاصمه و منازعه و خون‌ریزی را بمناسبت حضور پادگان و پستهای شوروی در آن استان مضر و بی‌نتیجه دانسته و دستور مقابله با این جماعت را که البته بوسائل عدیده تقویت می‌شد صلاح تشخیص نداد».
جمله آخر سخنان نخست‌وزیر موضع دولت در مورد لشکر آذربایجان را به‌طور صریح مشخص می‌کند.
وزیر جنگ، سرلشکر علی ریاضی، هم در جلسه مجلس شورای ملی بتاریخ سه شنبه ۴ دیماه ۱۳۲۴ همین مواضع را تکرار می‌کند که در روزنامه رسمی کشور شماره ۲۵۳ صفحه ۹۰۷ به قرار زیر ثبت شده‌است:
"دولت در این اقدام گفته‌است که باید مسلحانه اقدام نشود. می‌خواهم ببینم امر دولت به جناب آقای بیات ابلاغ نشد؟! جناب آقای بیات
تلگراف نکردند؟! بلشکر نگفتند؟! لشکر مگر غیر از این کرد؟ !"
متأسفانه در طول سال‌ها تبلیغات سیاسی و مطبوعاتی در کشور چنان بود که این مواضع دولت و وزارت جنگ و ستاد ارتش نادیده گرفته شد و به تدریج فراموش گردید و به جای آن «تسلیم سرتیپ درخشانی» حتی در میان بعضی تاریخ نویسان جا افتاد. تنها پس از انقلاب بود که این موضوع مورد بازنگری جدی قرار گرفت.
سرتیپ درخشانی در هر دو دادگاه با شش مورد اتهام روبرو شد. وی در هر دو دادگاه از چهار مورد اتهام مبری شناخته شد. موارد تبرئه به قرار زیر می‌باشند:
یک: امتناع از مقاومت و لغو دستور معدوم کردن اسلحه
دو: تسلیم نمودن ذخیره و آذوقه و اسلحه و مهمات ارتش
سه: صدور دستور عدم مقاومت و تحویل اسلحه پادگان اهر
چهار: پرده پوشی حقایق
بنابرین این که گفته شود سرتیپ درخشانی مسئول و تصمیم گیرنده اصلی در مورد عدم مقاومت لشکر آذربایجان بوده‌است بدون تردید یک اشتباه یا تعمد از سوی برخی تاریخ نویسان و روزنامه نگاران است. لشکر آذربایجان بنا به تصمیم دولت و به استناد دستور صادره از ستاد ارتش و بر طبق رأی کتبی شورای افسران (که ستاد ارتش در روز آخر تصمیم دربارهٔ مقاومت یا عدم مقاومت را بر عهده آن شورا گذاشته بود) اسلحه را زمین گذارد.
ستاد ارتش تا پنج ساعت بعد از تصمیم شورای افسران مبنی بر ترک مقاومت با پادگان تبریز در ارتباط بود و می‌توانست در صورت تمایل رأی شورای افسران را لغو نماید و دستورهای جدیدی بدهد. اما ستاد ارتش چنین کاری نکرد و تصمیم شورای افسران لشکر را لغو ننمود.
دلیل شورای افسران در اخذ تصمیم به عدم مقاومت جلوگیری از خون‌ریزی بیهوده‌ای بود که با توجه به محاصره تنگ پادگان تبریز توسط ارتش شوروی و حضور سی هزار سرباز شوروی در آذربایجان نتیجه‌ای اجتناب ناپذیر داشت که علاوه بر محو لشکر و نابودی تعداد زیادی از افسران و سربازان و افراد غیرنظامی پیامدهای بسیار شومی برای آذربایجان و نقاط دیگر ایران در برمی‌داشت. سرتیپ درخشانی هم بر خلاف آرزوی رهبران فرقه دمکرات که مایل بودند لشکر را سالم و دست نخورده تحویل بگیرند، لشکر را منحل و افراد را متفرق نمود.
با وجود آنکه دادگاه نظامی با توجه به مدارک انکار ناپذیر نتوانست سرتیپ درخشانی را در موارد اصلی اتهامی محکوم نماید، اما چون دستور داشت به هر نحو ممکن ویرا راهی زندان نماید در دو مورد حکم محکومیت را صادر نمود که آن دو مورد هم در خور تأمل می‌باشند.
یکی از این دو مورد «انعقاد قرارداد با پیشه‌وری» و مورد دوم «ادامه فرماندهی» بود. در مورد «انعقاد قرارداد» بازپرس ارتش، سرتیپ مظهری، در قرار بازپرس می‌نویسد که این قرارداد را ندیده‌است. این قرارداد در دادگاه هم هرگز ارائه نشد. با گذشت بیش از شش دهه از آن زمان هنوز هم اصل این قرارداد در هیچ جا ارائه نشده‌است. اما دادگاه با استناد به نوشته روزنامه فرقه دمکرات وجود یک قرارداد را قبول و به صدور حکم محکومیت دست زد. حال آنکه سرتیپ درخشانی با انحلال لشکر بر خلاف مهم‌ترین ماده قرارداد مورد ادعا، یعنی ماده مربوط تحویل لشکر به فرقه دمکرات، عمل کرده بود. مورد دوم محکومیت سرتیپ درخشانی، یعنی «ادامه فرماندهی»، چهل و هفت روز پس از بازگشت وی به تهران به او ابلاغ شد (در ۱۵ بهمن ماه ۱۳۲۴) و به ۲۸ آذر ماه عطف به ماسبق گردید. بنابراین ارزش قانونی این دو مورد محکومیت مورد تردید جدی می‌باشد.
حتی با این دو ماده محکومیت، با توجه به موارد برائت چهارگانه، این سخن که سرتیپ درخشانی بخاطر تسلیم به فرقه دمکرات محکوم شد، بدون تردید یک اشتباه است که تاریخ نویسان ما باید در تصحیح آن کوشش کنند.
دادگاه بدوی با اکثریت آراء او را به حبس ابد محکوم کرد در حالیکه رئیس دادگاه و یکی از اعضاء حکم به اعدام او صادر کرده بودند. در دادگاه تجدید نظر حکم وی به ۱۵ سال زندان تخفیف یافت که پس از تحمل دو سال و ده ماه از زندان آزاد شد.

## دستگیری توسط ساواک و مرگ

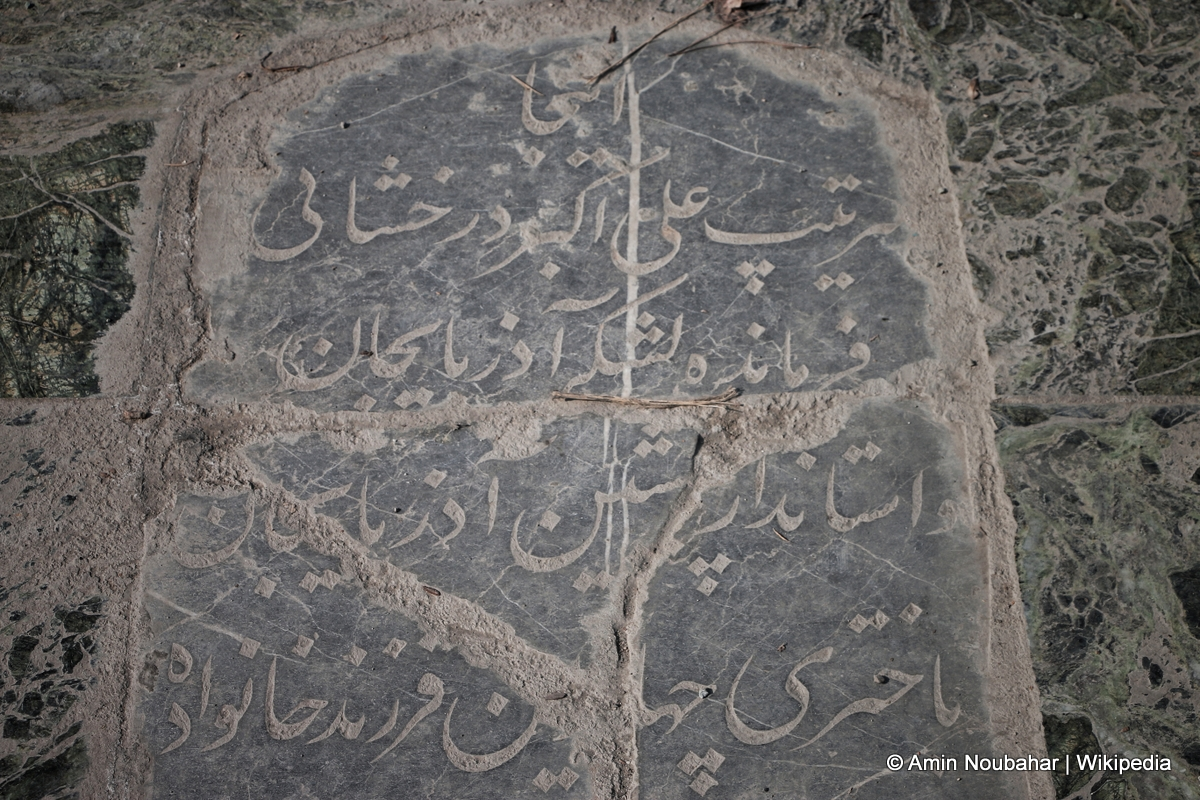
سنگ قبر علی‌اکبر درخشانی در گورستان ابن‌بابویه - دی ۱۴۰۱

در سال‌های پایانی حکومت محمدرضا شاه وی از مخالفین شناخته شده بود و لاجرم دائماً تحت نظر بود. در شب ۷ فروردین ۱۳۵۷ در منزلش توسط مأمورین ساواک به اتهام جاسوسی برای شوروی، که صحت و سقم آن معلوم نیست، دستگیر شد و در زندان اوین فوت شد.
شرایط دستگیری و مرگ سرتیپ درخشانی و گزارش‌های ضد و نقیض مربوط به آن واقعه و نیز کبر سن وضعیت سیاسی و اجتماعی وی به تردید زیاد در مورد اتهامات وارده به وی از سوی ساواک می‌انجامد.
سرتیپ درخشانی در هنگام دستگیری توسط ساواک هشتاد و دو سال سن داشت و چشمهایش هم بهیچوجه خوب کار نمی‌کرد. وی به مدت سی و سه سال از مخالفان شناخته شده حکومت بود و ساواک حرکات و فعالیت‌های وی را تحت نظر داشت. درخشانی در طی این مدت مطرود و مغضوب دستگاه دولت و پس از خروج از ارتش و تحمل نزدیک سه سال زندان (۱۳۲۴ تا ۱۳۲۷) از دسترسی به مراکز قدرت و مقامات و اطلاعات حساس محروم بود. بنابرین شرایط جسمی و اجتماعی و کاری سرتیپ درخشانی طوری نبود که وی بتواند برای شوروی عامل مفیدی باشد.
از طرف دیگر همین خصوصیت وی، یعنی امیر ارتشی که علناً با حکومت مخالفت کرده بود، از سرتیپ درخشانی هدف خوبی برای تبلیغات سازمان‌های امنیتی ساخته بود. به همین دلیل وقتی که انقلاب ایران می‌رفت که وارد مراحل حساس خود شود، و وقتی که دستگاه‌های حکومتی تبلیغات گسترده‌ای را آغاز کردند که حرکت مردم را به قدرت‌های خارجی ببندند، و همچنین برای هشدار به متحدان خارجی خود در مورد خطری که منافع آنان را در ایران تهدید می‌کرد، اقدام به این دستگیری و تبلیغات گسترده هیجده روزه در مورد آن نمودند. رادیوی بی‌بی‌سی در تفسیر ۱۸ فروردین خود گفت که: «بعضی دیپلمات‌ها چنین تصور می‌کنند که این مورد هشداری بود دربارهٔ خطر شوروی به ملت ایران و تأییدی بر این نظرات دولت که آشوب‌های اخیر ایران نتیجه تحریکات بیگانه است».
تاریخ دستگیری سرتیپ درخشانی و و ضد و نقیض بودن گزارش‌های ساواک و مطبوعات آن زمان بر تردید در مورد صحت اتهامات می‌افزاید. سرتیپ درخشانی در شب هفتم فروردین ۱۳۵۷ یعنی سی و هشت روز بعد از قیام مردم تبریز، که برای حکومت شوک بزرگی بود، و هنگامی که مردم شهرهای دیگر خود را آماده تظاهرات بزرگداشت شب چلهم شهدای تبریز می‌نمودند، در منزل خود به هنگام صرف شام و در لباس منزل دستگیر شد. تبریز همان شهری است که سرنوشت سرتیپ درخشانی در آن رقم خورده بود و او هنوز در آنجا دوستان زیادی داشت. هم‌زمان با خبر دستگیری وی که با عناوین درشت به عنوان خبر اول در روزنامه‌ها چاپ شد، در همان روزنامه‌ها اعلام شد که تظاهراتی در تبریز به حمایت از حکومت بر پا خواهد شد. تنها سه روز پس از اعلام دستگیری سرتیپ درخشانی بود که این تظاهرات دولتی در تبریز با شرکت جمشید آموزگار نخست‌وزیر و دبیرکل حزب رستاخیز و اعضای دولت و معاونان حزب رستاخیز بر پا شد و روزنامه‌ها خبر آن تظاهرات را همراه با داستان‌های جدیدی در مورد سرتیپ درخشانی در صفحات اول خود درج نمودند.
در طی مدت هیجده روزی که تبلیغات حکومتی در مورد دستگیری سرتیپ درخشانی ادامه داشت، محل دستگیری وی، که نخست در خیابان اعلام شده بود، به داخل منزل تغییر داده شد و آب و تاب بیشتری، نظیر گرفتن مسمتری از شوروی و اعتراف در بازجویی، به داستان اضافه شد. در این میان گاهی رشته از دست مأموران تبلیغاتی خارج می‌شد. به‌طور مثال روزنامه رستاخیز مورخ ۳۱ فروردین ۲۵۳۷ در صفحه دوم خود این هر دو محل متفاوت دستگیری را کنار هم چاپ کرده بود. بعد از انقلاب بر اساس محتویات پرونده و نیز حتی بر اساس خاطرات مأموران متواری اطلاعاتی معلوم شد که سرتیپ درخشانی ساعتی بعد از دستگیری و قبل از انجام هرگونه بازجویی درگذشته‌است. یک نمونه دیگر که در همان شماره روزنامه رستاخیز در صفحه اول درج شده چنین است: «یک دستگاه گیرنده از وسایل اولیه جاسوسی سرتیپ درخشانی بود». حال آنکه در اصل پرونده ساواک نوشته شده که اشیاء ضبط شده از منزل سرتیپ درخشانی عبارتند از: یک رادیو توشیبا مستعمل، یک عصای فلزی، سه تقویم و مقداری نوشته؛ یعنی دستگاه گیرنده که در تبلیغات ساواک در زمان دستگیری به آن اشاره شده بود چیزی جز یک رادیوی مستعمل نبوده‌است.
به این نکته هم باید اشاره کرد که از سوی مقامات ساواک هیچگونه مدرک قانونی در مورد دلایل و چگونگی دستگیری و مرگ سرتیپ درخشانی به مقامات قضایی ارائه نشد و هیچگونه پیگیری قانونی هم در مورد صحت و سقم اتهامات وارده و چگونگی مرگ وی از سوی مقامات قضایی انجام نگردید و بنابراین اتهامات وارده هرگز از حد اتهامت مبهم و مورد تردید فراتر نرفته‌اند.
وی در مقبره خانوادگی در آرامگاه ابن بابویه در شهر ری به خاک سپرده شد. پس از انقلاب کتاب خاطرات سرتیپ علی‌اکبر درخشانی در ایران و آمریکا منتشر گردید.

## مصاحبه همسر درخشانی با روزنامه اطلاعات
در تاریخ ۳۱ فروردین، ۱۳۵۷ متن «مصاحبه» ای با بیوه مسن سرتیپ درخشانی به‌طور هم‌زمان در مطبوعات بزرگ کشور (رستاخیز، کیهان، اطلاعات، و آیندگان) بچاپ رسید,,
این مصاحبه تنها چند روز بعد از دستگیری و مرگ درخشانی کلید خورد و با فشار سنگین بر خانم درخشانی و ورود به حریم خصوصی و خانوادگی و با سؤالات و جواب‌های از پیش تدوین و تایپ شده توسط مأموران ساواک انجام شد. سرپرستی مصاحبه را دو مأمور ساواک با نام‌های مستعار احمدی و بهادری به عهده داشتند.
روزنامه اطلاعات در تاریخ پنجشنبه ۳۱ فروردین ماه ۲۵۳۷ (۱۳۵۷) - شماره ۱۵۵۸۹ مصاحبه‌ای با «احترام درخشانی» انجام داد. وی در این مصاحبه که در صفحه آخر همان روزنامه (برگ ۳۲) به چاپ رسید، در مورد اتهام جاسوسی همسرش می‌گوید:
باید بگویم شوهرم متأسفانه از زمانی که تبریز را بوسید و به کشور بیگانه تحویل داد از ارتش اخراج و در دادگاه نظامی محاکمه و به حبس ابد محکوم شد. اما با توجهات اعلیحضرت شاهنشاه آریامهر از زندان نجات یافت و مورد عفو قرار گرفت. من در آن زمان دچار شوکی شدم، چون تا روز دستگیری شوهرم فکر می‌کردم شوهر من یک سرباز فداکار است. ولی وقتی پی به حقیقت بردم از فرط ناراحتی دست به خودکشی زدم، ولی بازمی‌گویم متأسفانه با تلاش پزشکان مرا از مرگ نجات دادند که ای کاش همان روز مرده بودم و چنین روزهایی را نمی‌دیدیم… این اواخر او (همسرم) به من پول می‌داد، به‌طوری‌که آخرین پولی که به من داد دو هزار و هشتصد تومان بود. حدود هفت سال قبل باز مورد الطاف ملوکانه قرار گرفتم و حقوق شوهرم را به اسم من کردند و هر ماه حدود شش هزار و پانصد تومان در ماه دریافت می‌کنم… راستش را بخواهید این اواخر به او کمی مشکوک شده بودم، چون او می‌گفت روزهای شنبه از نیم ساعت به ظهر تا دوازده و نیم وقتی تلفن زنگ می‌زند هیچ‌کس به جز خودم اجازه برداشتن گوشی را ندارد و همین مسئله مرا مشکوک کرده بود…

خانم درخشانی که در آن گفتگو به شدت متأثر شده بود، اضافه می‌کند:
می‌خواهم به تمام مردم شریف ایران بگویم من و بچه‌هایم بی گناه هستیم و جز شاه پرستی و وطن‌پرستی هیچ چیزی در قلبمان وجود ندارد و هیچ‌کس نمی‌تواند فکر و عقیدهٔ من و بچه‌هایم را عوض کند. می‌خواهم به مردم بگویم این راه خطایی که سرتیپ درخشانی رفت نروند چه این راه جز ننگ و بدنامی چیز دیگری ندارد.

این نشریه در همان صفحه در گزارش دیگری می‌نویسد: «آلمان شامیرف ابراهیم اوغلی»، بازپرس شرکت حمل و نقل ایران و شوروی، به جرم جاسوسی از ایران اخراج شد. اطلاعات می‌نویسد که ابراهیم اوغلی واسطه عملیات جاسوسی سرتیپ درخشانی بود. موضوع هنگامی فاش شد که آلمان شامیروف ابراهیم اوغلی ساعت ۹ بعدازظهر روز هفتم فروردین ماه در مقابل یکی از کوچه‌های خیابان پهلوی از اتومبیل پیاده شد و بسته‌ای را تحویل یک نفر داد و سپس با همان اتومبیل همراه دو تن دیگر از کارمندان سفارت شوروی از آن محل به سرعت دور شد. مأمورین که حادثه را زیر نظر داشتند کسی که بسته را تحویل گرفته بود و می‌خواست وارد خانه‌اش شود دستگیر کردند و پس از بازجویی‌های مقدماتی روشن شد که وی سرتیپ سابق علی‌اکبر درخشانی است که در حدود ۳۳ سال پیش فرماندهی لشکر تبریز را برعهده داشت
در مورد تناقضات تبلیغات و اعلامیه‌های آن زمان در قسمت قبل شرحی آمده‌است و این تناقضات به صورت گسترده‌تر در قسمت آخر کتاب خاطرات درخشانی بررسی گردیده‌است.
چگونگی ترتیب دادن و برگزاری این مصاحبه از نظر تاریخی و آشنایی با طرز کار ساواک مفید است. خانم درخشانی در نامه مشروحی به روزنامه اطلاعات که در دوم مهر ماه ۱۳۵۸ به چاپ رسید، با شرح تهدیدات ساواک و حالت فوق‌العاده پریشان خود پس از دستگیری و مرگ همسر، می‌نویسد:
«این مصاحبه در پی چندین روز تمرین با دو مأمور ساواک بود. آن‌ها سؤالات و جواب‌ها را به صورت تایپ شده ارائه دادند و من می‌بایستی چون کودکی دبستانی آن‌ها را خط به خط حفظ می‌نمودم و به آن‌ها پس بدهم و در روز مصاحبه هم آن‌ها با عده‌ای از خبرنگاران به منزل ما آمدند. خبرنگاران سؤالات تایپ شده را داشتند و از روی آن‌ها سؤال می‌کردند و من هم طبق قرار و تمرین‌های قبلی و از روی نسخه دیکته شده از حفظ جواب می‌دادم.»
خانم درخشانی در نامه جداگانه که به منظور پیگیری قضیه به کانون وکلا فرستاد جزئیات بیشتری را درباره رفتار و تهدیدات مأموران ساواک و فشار روحی در جلسات متعدد تمرینات در یکی از خانه‌های ساواک در خیابان مرغاب و در منزل خانواده درخشانی شرح می‌دهد که خواندن آن بسیار ناراحت‌کننده است.
در مورد متن این مصاحبه، خانم درخشانی در همان روزنامه اطلاعات دوم مهر ماه ۱۳۵۸ می‌نویسد:
«این مصاحبه سراسر ساختگی آنقدر مصنوعی بود که بیش از آنکه به ساواک نفع برساند به آن ضرر زد… جار و جنجال این مصاحبه جز آنکه خشم مردم را نسبت به ساواک که زنی را پس از مرگ شوهرش وادار به این حرف‌ها کرده نتیجه‌ای نداشت.»
خانم درخشانی در پایان‌نامه خود به کانون وکلا در مورد مرگ همسرش و احساسات و سؤالات خود در آن باره می‌نویسد:
«من به خودم می‌قبولانم که از بس این مرد خوب بود همان دو شب و یک روز اول از بین رفت… خدا نخواست که بیشتر بماند و زجر بیشتری بکشد… آقایان بدانید یک مرد شریف مظلوم وطن پرست خیرخواه مردم را از دست دادیم… می‌برند و بعد از دو شب و یک روز جنازه او را تحویل می‌دهند؟ کجا بردند؟ چه کردند؟ چه بلایی سرش آوردند؟ اگر جواب مرا نمی‌دهند، جواب خدا را مجبور هستند بدهند.»